# جیمز مارتین (بازیکن فوتبال، زاده ۱۹۹۸)
جیمز مارتین (انگلیسی: James Martin؛ زادهٔ ۲۳ ژوئن ۱۹۹۸) بازیکن فوتبال است.
از باشگاه‌هایی که در آن بازی کرده‌است می‌توان به باشگاه فوتبال هارتل پول یونایتد اشاره کرد.